# Nina Girado
Nina Girado Marifil (1 de noviembre de 1980, Ciudad Quezón), más conocida popularmente como Nina. Es una cantante, compositora y bailarina filipina de estilo Pop, dance y R & B, es apodada como la "alma Sirena". Ha publicado una serie de discos a la venta, con siete premios multiplatino con algunos singles. Es hermana del cantante Filbert "Rey" girado, Jr. También ha publicado otros discos, esta vez cuatro y realizada con regularidad en diferentes bares como Bagaberde Grill, Hard Rock Café, el 19 de Este, Club-O, en los cuales han sido difundidos por televisión a través de su música en variedades en el ASAP en ABS-CBN. También es conocida por su voz de transmisión y su capacidad de cantar, como el silbato y la coloratura de paso. Además se observa, como en su álbum más vendido, el tercer disco más vendido en la historia OPM, solo por detrás de artistas como Eraserheads Cutterpillow y José Mari Chan's, con canciones como "Navidad en nuestros corazones". 

## Discografía
- Cielo
- Sonreír
- Nina Live!
- Nina
- Nina con los éxitos de Barry Manilow
- Nina en la mezcla: El denso Modesto Remezclas
- Nina canta los éxitos de Diane Warren

### Álbumes y certificaciones
- Nina Cielo 2x Platino
- Nina Sonrisa Platino
- Nina Live! 8x Platino
- Nina 2x Platino
- Los Hits de Barry Manilow Platino
- Nina canta los éxitos de Diane Warren Oro

### Vídeos musicales
- Nina Videoke
- Nina Live! DVD DVD
- Nina Videoke 2